# Dennis Gassner
Dennis Gassner (Vancouver, Columbia Británica; 22 de octubre de 1948) es un diseñador de producción estadounidense.
Gassner nació en Vancouver, Columbia Británica, Canadá. Su primer trabajo en la industria del cine fue como diseñador gráfico en la producción de One from the Heart, en 1982. También trabajó como diseñador en las películas Hammett (1982) y La ley de la calle (1983).
Su primera película como director de arte fue The Hitcher, en 1986. Desde entonces ha trabajado en películas como Field of Dreams (1989), Barton Fink (1991), Bugsy (1991), Waterworld (1995), The Truman Show (1998), Camino a la perdición (2002), Big Fish (2003), The Ladykillers (2004) y La brújula dorada (2007). Fue también el diseñador de producción de tres películas de James Bond: Quantum of Solace, Skyfall y Spectre, que fueron lanzadas en 2008, 2012 y 2015 respectivamente. Ha sido nominado cinco veces al premio de la Academia al mejor diseño de producción, ganando una vez por Bugsy.

## Premios y distinciones
Premios Óscar
| Año  | Categoría                  | Película              | Resultado |
| ---- | -------------------------- | --------------------- | --------- |
| 1992 | Mejor dirección artística  | Bugsy                 | Ganador   |
| 1992 | Mejor dirección artística  | Barton Fink           | Nominado  |
| 2003 | Mejor dirección artística  | Camino a la perdición | Nominado  |
| 2008 | Mejor dirección artística  | La brújula dorada     | Nominado  |
| 2015 | Mejor dirección artística  | Into the Woods        | Nominado  |
| 2018 | Mejor diseño de producción | Blade Runner 2049     | Nominado  |